# رومولو گایه‌گوس
رومولو گایه‌گوس (به اسپانیایی: Rómulo Gallegos Freire) یک نویسنده و سیاست‌مدار و چهل و ششمین رئیس جمهور ونزوئلا بود.
وی نخستین نویسندهٔ آمریکای لاتین بود که با انتشار رمان دونا باربارا (به اسپانیایی: Doña Bárbara) به شهرتی جهانی دست یافت.
علاقه به فرهنگ مردمی و آداب و رسوم مردم روستا در آثار گایه‌گوس مشخص است.
گایه‌گوس عقاید آزادی‌خواه داشت و به علت مخالفت با خوان ویسنته گومس، دیکتاتور ونزوئلا تبعید شد. در سال ۱۹۴۸ به برقراری دوران کوتاه دموکراسی در این کشور وی به عنوان چهل و ششمین رئیس جمهور برگزیده شد اما کم‌تر از یک‌سال با کودتای نظامی برکنار شد و مارکوس پرس خیمه‌نس جای او را گرفت.
پس از درگذشت وی هر دو سال یک‌بار معتبرترین جایزهٔ ادبی ونزوئلا به نام "رومولو گایه گوس" به بهترین رمان اسپانیولی‌زبان اعطا می‌شود.